# Marguerite de Norvège
Pour les articles homonymes, voir Marguerite d'Écosse et Marguerite Ire.
Marguerite de Norvège (norvégien : Margrete Eiriksdotter), née le 9 avril 1283 à Tønsberg et morte le 26 septembre 1290 au large des Orcades, est une princesse norvégienne de la maison de Sverre. Elle est reine d'Écosse de 1286 à 1290.

## L'héritière
Marguerite est l'unique enfant survivante de Marguerite d'Écosse, fille d'Alexandre III qui a épousé le 14 août 1281 le roi Éric II de Norvège, elle naît en avril 1283 et est surnommée dans l'historiographie « The Maid of Norway » (c'est-à-dire : la Jeune fille de Norvège). Elle est reconnue par les barons du royaume comme héritière de son grand-père dès février 1284.

## Reine d'Écosse
À la suite de la mort accidentelle du roi Alexandre III, le 19 mars 1286, elle est également reconnue comme héritière par le roi Édouard Ier d'Angleterre, qui envisage de la marier avec son fils et héritier Édouard et demande au pape les dispenses nécessaire à l'union le 10 mai 1289. Pendant cette période, la continuité du pouvoir royal est assurée par un collège de gardiens de l'Écosse mis en place fin avril 1286 par le « Parlement » de Scone.
Le 20 septembre 1289, Robert V de Bruce, qui est un des héritiers potentiels du trône réunit ses alliés dans son château de Turnberry. Le 27 septembre, John Comyn l'Ancien et les évêques William Fraser de Saint-Andrews et Robert Wishart de Glasgow, tous trois Gardiens de l'Écosse, ratifient le traité de Salisbury qui prévoit l'union de la jeune Marguerite Ire d'Écosse avec l'héritier de la couronne d'Angleterre.
Les forces de Bruce attaquent les châteaux royaux et ceux de la famille Balliol dans le sud ouest de l'Écosse. Néanmoins, le Parlement de Birgham-on-Tweed valide le précédent traité le 18 juillet 1290 et le 28 août de cette même année un nouvel accord signé avec Édouard Ier d'Angleterre à Northampton confirme les traités antérieurs.
En septembre 1290, Marguerite entreprend le voyage de la cour de son père à Bergen en Norvège vers l'Écosse mais, de santé fragile, elle meurt avant d'y parvenir dans les bras de Narfi, évêque de Bergen, âgée de seulement 7 ans, le 26 septembre 1290 au large des Orcades. La nouvelle parvient en Écosse le 7 octobre suivant, le navire fait demi-tour afin qu'elle soit inhumée à Bergen.
Dix ans plus tard, une Allemande se présente à Bergen avec son mari et proclame qu'elle est la reine Marguerite qui ne serait pas morte et aurait été vendue par sa nourrice Ingebiorg Erlingdatter.
Une enquête est menée à la demande du roi Håkon V de Norvège. L'imposture est démasquée et la fausse Marguerite est brulée vive à Bergen et son époux décapité. Toutefois, la croyance populaire s'empare de l'événement et la fausse Marguerite est reconnue « sainte » par le petit peuple sous le nom de « Sainte Maritte ».